# 火龙沟铁路
火龙沟铁路，原称海林线，位于黑龙江省牡丹江市海林市，由滨绥铁路敖头站出岔，向西南经复兴乘降所、火龙沟乘降所到长汀镇站，正线41.44公里，岔线长2.15公里。
1936年春由满洲国海林森林事务所投资。同年由海林筑至火龙沟站。1942年延长至长汀。1943年移交“满铁”牡丹江铁道局整修并管辖。1945年日军战败时被破坏。1946年8月，海林街人民政府组织人力将海林至火龙沟区段线路修复并运营。1947年5月，牡丹江铁路管理局以实业币500万元购回。1947年10月拆除海林至敖头区段线路，改由敖头站分支。1947年。大海林林业局将火龙沟至长汀区段线路改为1000毫米轨距，1953年8月，再改为标准轨距，1954年11月交铁路部门管理。